# Miss Bolívar
El Miss Bolívar es un concurso de belleza, cuya finalidad es escoger y preparar la representante de este estado del país al Miss Venezuela; además para la participación de sus candidatas a nivel Internacional.
La Organización Miss Bolívar, escoge cada Año a su representante, con mucha dedicación, de manera de poder resaltar la hermosura de sus Mises Bolivarenses, además de resaltar la hermosura de su gente luchadora y persistente.
Cabe mencionar que en varias ediciones del concurso, la Organización Miss Venezuela permitió que dos candidatas representaran de manera independiente partes de la entidad Bolivarense; portando las Bandas de Miss Canaima y/o Miss Roraima. Acotando además que actualmente ambas bandas están ausentes del concurso desde hace varias ediciones.

## Miss Bolívar en el Miss Venezuela
La siguiente lista muestra todas las candidatas que han sido coronadas como Miss Bolívar, y por ende, que han participado en el Miss Venezuela. La primera reina de esta región fue la Tumeremense Sofía Silva Inserri, Miss Bolívar 1952 y además Miss Venezuela 1952 (primera Miss Venezuela de la historia, y la primera venezolana en ir al Miss Universo). Hasta el 2024, han sido coronadas 63 jóvenes como reinas de la entidad.
Color Clave
- Ganador
- Finalistas
- Semifinalistas

| Año  | Municipio        | Candidata                                   | Edad        | Ciudad                | Colocación               | Premios                  |
| ---- | ---------------- | ------------------------------------------- | ----------- | --------------------- | ------------------------ | ------------------------ |
| 1952 | Sifontes         | Sofía Silva Inserri                         | 23          | Tumeremo              | Miss Venezuela 1952      |                          |
| 1953 |                  | Morita Monagas Echevarria                   | S/D         |                       |                          |                          |
| 1954 | No Compitió      | No Compitió                                 | No Compitió | No Compitió           | No Compitió              | No Compitió              |
| 1955 |                  | Ivonne Cisneros Barceló                     | S/D         |                       | 3º Lugar (2.ª Finalista) |                          |
| 1956 | No Compitió      | No Compitió                                 | No Compitió | No Compitió           | No Compitió              | No Compitió              |
| 1957 |                  | Anita Benedetti                             | S/D         |                       |                          |                          |
| 1958 | No Compitió      | No Compitió                                 | No Compitió | No Compitió           | No Compitió              | No Compitió              |
| 1959 | No Compitió      | No Compitió                                 | No Compitió | No Compitió           | No Compitió              | No Compitió              |
| 1960 |                  | Roraima Gómez López                         | S/D         |                       |                          |                          |
| 1961 | No Compitió      | No Compitió                                 | No Compitió | No Compitió           | No Compitió              | No Compitió              |
| 1962 | No Compitió      | No Compitió                                 | No Compitió | No Compitió           | No Compitió              | No Compitió              |
| 1963 | No Compitió      | No Compitió                                 | No Compitió | No Compitió           | No Compitió              | No Compitió              |
| 1964 |                  | Gloria Pesquera Rodríguez                   | S/D         |                       | 4º Lugar (3.ª Finalista) |                          |
| 1965 |                  | Marlene Cipriani Casado                     | S/D         |                       |                          |                          |
| 1966 |                  | Beatriz Adrián Adrián                       | S/D         |                       |                          |                          |
| 1967 |                  | Irene Margarita Bottger González            | S/D         |                       | 2º Lugar (1.ª Finalista) |                          |
| 1968 |                  | Elena Sánchez Ugueto                        | S/D         |                       |                          |                          |
| 1969 |                  | Maritza Antonieta Brusasco Fuentes          | S/D         |                       | 5º Lugar (4.ª Finalista) | Miss Fotogénica          |
| 1970 |                  | Maigualida Leandro Martínez                 | 20          |                       |                          | Mejor Sonrisa            |
| 1971 |                  | Janice Salicetti                            | S/D         |                       |                          |                          |
| 1972 |                  | Gloria Gruber Figarelli                     | S/D         |                       |                          |                          |
| 1973 |                  | Marlene Manrique                            | S/D         |                       |                          |                          |
| 1974 |                  | Clara María Azanza                          | S/D         |                       |                          |                          |
| 1975 |                  | Aracelia Ordaz                              | S/D         |                       |                          |                          |
| 1976 |                  | Ana Flor Raucci                             | S/D         |                       | 5º Lugar (4.ª Finalista) |                          |
| 1977 | No Compitió      | No Compitió                                 | No Compitió | No Compitió           | No Compitió              | No Compitió              |
| 1978 |                  | Mara Marino Gutiérrez                       | S/D         |                       |                          |                          |
| 1979 |                  | Ayurami Margarita Esteves Ramírez           | S/D         |                       |                          |                          |
| 1980 | No Compitió      | No Compitió                                 | No Compitió | No Compitió           | No Compitió              | No Compitió              |
| 1981 |                  | Murica -Miúrica- Aura Yánez Callender       | S/D         |                       | 7º Lugar (6.ª Finalista) | Miss Amistad y Elegancia |
| 1982 |                  | María Teresa Viera Rodríguez                | S/D         |                       |                          |                          |
| 1983 |                  | Yadira Caraballo                            | S/D         |                       |                          |                          |
| 1984 |                  | Petra María -Mery- Muñoz Ojeda              | 22          |                       |                          |                          |
| 1985 |                  | Brigitte Denisse Novell Nieto               | S/D         |                       |                          |                          |
| 1986 |                  | Hilda De Stéfano Fuenmayor                  | S/D         |                       |                          |                          |
| 1987 |                  | Isabella Fátima Rueda Acosta                | S/D         |                       | 4º Lugar (1.ª Finalista) |                          |
| 1988 |                  | María José Villaseco Andueza                | 22          |                       |                          |                          |
| 1989 |                  | Carmen Tibisay Cañas Marín                  | S/D         |                       |                          |                          |
| 1990 | Gran Sabana      | Andreína Katarina Goetz Blohm               | 20          | Santa Elena de Uairén | Miss Venezuela 1990      |                          |
| 1991 |                  | Candice Annette Smith-Blanco Peñalver       | S/D         |                       | 8º Lugar (5.ª Finalista) | Miss Fotogénica          |
| 1992 | Estado Monagas   | Francis del Valle Gago Aponte               | 19          | Maturín               | 2º Lugar (Miss Mundo)    | Sonrisa Más Bella        |
| 1993 |                  | Mercedes de la Caridad Wanderlinder Perroni | 17          |                       | 8º Lugar (5.ª Finalista) |                          |
| 1994 | Caroní           | Alessandrina del Carmen Herrera Bejarano    | 24          | Ciudad Guayana        |                          |                          |
| 1995 | Caroní           | Irene Chuecos Marrero                       | 19          | Ciudad Guayana        |                          |                          |
| 1996 | Caroní           | Samantha Verónica Blanco Csiszer            | 19          | Ciudad Guayana        |                          |                          |
| 1997 | Estado Miranda   | Linda Gabriela Ávila Romero                 | 18          | Los Teques            |                          |                          |
| 1998 | Heres            | Carla Meinhard Contasti                     | 22          | Ciudad Bolívar        |                          |                          |
| 1999 | Estado Carabobo  | Mairlyn Trinidad Pereira García             | 19          | Valencia              |                          |                          |
| 2000 | Caroní           | Ainetta Mery Stephens Sifontes              | 18          | Ciudad Guayana        | Top 10                   | Miss Simpatía            |
| 2001 | Caroní           | Carolina Rossy Barrios Bolaños              | 18          | Ciudad Guayana        |                          |                          |
| 2002 | Caroní           | Mercedes Carolina González Navarro          | 17          | Ciudad Guayana        |                          |                          |
| 2003 | Caroní           | Ana Indira Sánchez Báez                     | 21          | Ciudad Guayana        |                          | Miss Simpatía            |
| 2004 | Caroní           | Widmarú del Valle Calma Goudet              | 23          | Ciudad Guayana        |                          |                          |
| 2005 | Estado Carabobo  | Samar Al Zarouni El Hamra                   | 19          | Valencia              |                          | Mejor Cabello            |
| 2006 | Caroní           | Rina Candelaria Byer Ariza                  | 18          | Ciudad Guayana        |                          |                          |
| 2007 | Heres            | Lucía Carolina Soto Albornoz                | 17          | Ciudad Bolívar        |                          |                          |
| 2008 | Roscio           | Kenia Barreto González                      | 19          | Guasipati             |                          | Miss Pasarela            |
| 2009 | Caroní           | Sandra Margarita Alves Burillo              | 20          | Ciudad Guayana        | Top 10                   |                          |
| 2010 | Caroní           | Ángela La Padula Peluso                     | 19          | Ciudad Guayana        |                          | Mejor Piel               |
| 2011 | Piar             | Fanny José Otatti Madrid                    | 22          | Upata                 |                          | Miss Personalidad        |
| 2012 | Caroní           | Keilys del Carmen Rivero Rosillo            | 22          | Ciudad Guayana        | Top 10                   |                          |
| 2013 | Caroní           | Fiorella Beatriz Gil Di Sabatino            | 19          | Ciudad Guayana        |                          | Mejor Presencia          |
| 2014 | Caroní           | Josmely González Guilarte                   | 23          | Ciudad Guayana        |                          | Miss Amistad             |
| 2015 | Caroní           | Alvany Gabriela Gonçalves Colmenares        | 19          | Ciudad Guayana        |                          | Miss Personalidad        |
| 2016 | Distrito Capital | Melanie Alexandra Bermúdez Rivas            | 21          | Caracas               | Top 10                   |                          |
| 2017 | Caroní           | Ángela del Valle Zárraga Malavé             | 22          | Ciudad Guayana        |                          |                          |
| 2018 | Estado Yaracuy   | María José Hernández García                 | 21          | Nirgua                |                          |                          |
| 2019 | Distrito Capital | Marioxy Gabriela Aranguren Castellano       | 19          | Caracas               |                          |                          |
| 2020 | No Compitió      | No Compitió                                 | No Compitió | No Compitió           | No Compitió              | No Compitió              |
| 2021 | No Compitió      | No Compitió                                 | No Compitió | No Compitió           | No Compitió              | No Compitió              |
| 2022 | Heres            | Ana Elena Erazo Torres                      | 26          | Ciudad Bolívar        | Top 10                   |                          |
| 2023 | Heres            | Argiannis Isabel Luna Millán                | 26          | Ciudad Bolívar        |                          |                          |
| 2024 | Distrito Capital | Leix Luznelys Montilla Collins              | 26          | Caracas               |                          |                          |

## Miss Canaima
A pesar de que ya existía una banda de Miss Bolívar, algunas candidatas portaron la Banda de Miss Canaima (Parque nacional Ubicado en el Estado Bolívar); No obstante en la actualidad este territorio no participa de manera independiente. A continuación el listado de las Miss Canaima, las cuales compitieron entre 1991 y 2010.
Color Clave
- Ganador
- Finalistas
- Semi Finalistas

| 1991 | Adriana Marín Arias                    | S/D         |             |                                   |             |             |
| 1992 | Tibisay Carolina Navarro Colmenares    | S/D         |             |                                   |             |             |
| 1993 | No Compitió                            | No Compitió | No Compitió | No Compitió                       | No Compitió | No Compitió |
| 1994 | No Compitió                            | No Compitió | No Compitió | No Compitió                       | No Compitió | No Compitió |
| 1995 | No Compitió                            | No Compitió | No Compitió | No Compitió                       | No Compitió | No Compitió |
| 1996 | No Compitió                            | No Compitió | No Compitió | No Compitió                       | No Compitió | No Compitió |
| 1997 | No Compitió                            | No Compitió | No Compitió | No Compitió                       | No Compitió | No Compitió |
| 1998 | No Compitió                            | No Compitió | No Compitió | No Compitió                       | No Compitió | No Compitió |
| 1999 | No Compitió                            | No Compitió | No Compitió | No Compitió                       | No Compitió | No Compitió |
| 2000 | No Compitió                            | No Compitió | No Compitió | No Compitió                       | No Compitió | No Compitió |
| 2001 | No Compitió                            | No Compitió | No Compitió | No Compitió                       | No Compitió | No Compitió |
| 2002 | No Compitió                            | No Compitió | No Compitió | No Compitió                       | No Compitió | No Compitió |
| 2003 | Adriana Marín Arias                    | 21          | Top 20      |                                   |             |             |
| 2004 | Mariela Isabel López González          | 23          |             |                                   |             |             |
| 2005 | Rosamaría Matteo Mago                  | 20          | Top 10      | Mejor Cuerpo-Elegancia-Fotogénica |             |             |
| 2006 | Denisse Ortiz Pérez                    | 18          |             |                                   |             |             |
| 2007 | Yelitza de los Ángeles Rojas Piñango   | 22          |             |                                   |             |             |
| 2008 | Estefanía de los Ángeles Guzmán Cuenca | 18          |             |                                   |             |             |
| 2009 | No Compitió                            | No Compitió | No Compitió | No Compitió                       | No Compitió | No Compitió |
| 2010 | Estefanía Nebot Peña                   | 22          | Top 10      |                                   |             |             |

## Miss Roraima
A pesar de que ya existía una banda de Miss Bolívar, una candidata portó la Banda de Miss Roraima (Parque nacional Ubicado en el Estado Bolívar); No obstante en la actualidad este territorio no participa de manera independiente. A continuación el listado de la Miss Roraima, la cual compitió en 2003.
Color Clave
- Ganador
- Finalistas
- Semi Finalistas

| Año  | Candidata                   | Edad | Colocación | Premios |
| ---- | --------------------------- | ---- | ---------- | ------- |
| 2003 | Yanneris Pilar Carrizo Soto | 21   |            |         |